# Richard C. Lukas
 (juin 2025).
Richard Conrad Lukas, né le 29 août 1937 à Lynn au Massachusetts, est un historien américain, auteur de livres et d'articles sur l'histoire militaire et diplomatique polonaise et polono-américaine. Il se spécialise dans l'histoire de la Pologne pendant la Seconde Guerre mondiale. Il a enseigné et fait des recherches à l'université technologique du Tennessee, à l'université d'État Wright et à l'université du Sud de la Floride. Il a pris sa retraite de l'enseignement actif en 1995,.
Lukas est surtout connu pour son livre The Forgotten Holocaust: The Poles Under German Occupation, 1939–1944 (en) (1986), une étude de ce que le peuple polonais a connu de la seconde guerre mondiale.

## Livres
- Eagles East: The Army Air Forces and the Soviet Union, 1941-1945 (en), Univ. Press of Florida, 1970  (ISBN 0-8130-0428-4)
- The Strange Allies, the United States and Poland, 1941-1945 (en), University of Tennessee Press, 1978  (ISBN 0-87049-229-2)
- Bitter Legacy: Polish-American Relations in the Wake of World War II (en), University Press of Kentucky, 1982  (ISBN 0-8131-1460-8)
- Out of the Inferno: Poles Remember the Holocaust, University Press of Kentucky, 1989,  (ISBN 0-8131-1692-9)
- The Forgotten Holocaust: The Poles Under German Occupation, 1939–1944 (en), Hippocrene Books, 2nd revised ed., 2001  (ISBN 0-7818-0901-0)
- Did the Children Cry? Hitler's War Against Jewish and Polish Children, 1939-1945 (en), Hippocrene Books, 2001  (ISBN 0-7818-0870-7)
- Forgotten Survivors: Polish Christians Remember the Nazi Occupation, University Press of Kansas, 2004  (ISBN 0-7006-1350-1)

## Prix
- National History Award d'American Institute of Aeronautics and Astronautics (1971)[2]
- Joseph B. Slotkowski Publication Fund Achievement Award du Kosciuszko Foundation (en)[3]
- Waclaw Jedrzejewicz History Award, depuis Józef Piłsudski Institute of America (2000)[4]

## Crédit d'auteurs
- (en) Cet article est partiellement ou en totalité issu de l’article de Wikipédia en anglais intitulé « Richard C. Lukas » (voir la liste des auteurs).